# بوری (نیویورک)
بَوری (Bowery) (‎/ˈbaʊəri/‎) یک خیابان و محله در منهتن، نیویورک است.
این خیابان که ۱٫۶ کیلومتر طول دارد از شمال به خیابان چهارم شرقی و از جنوب به میدان چتم منتهی می‌شود.

## نگارخانه

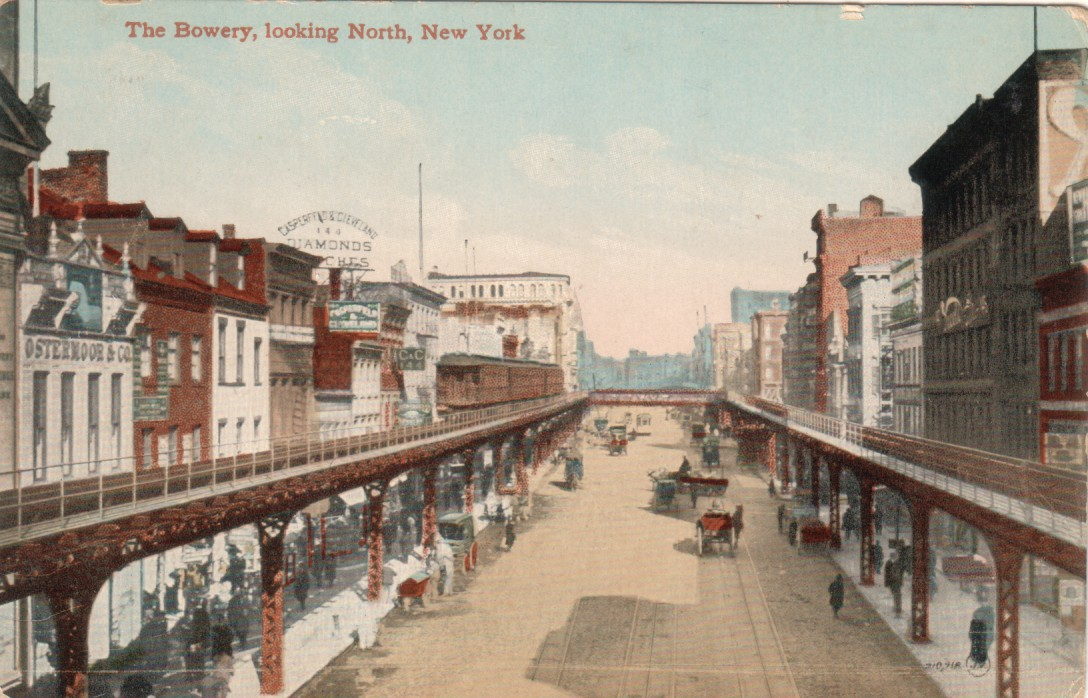
۱۹۱۰
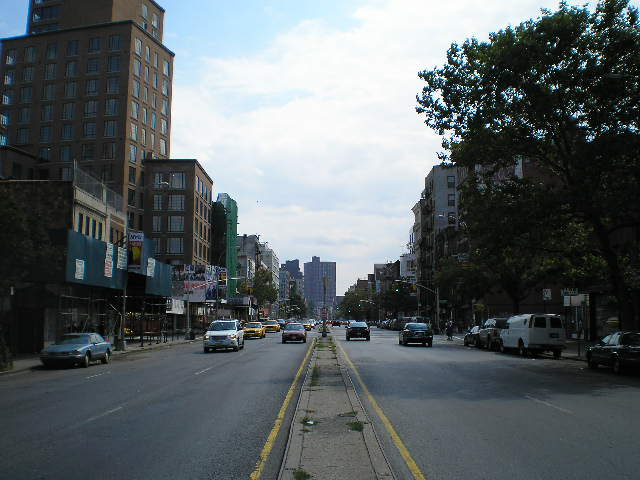
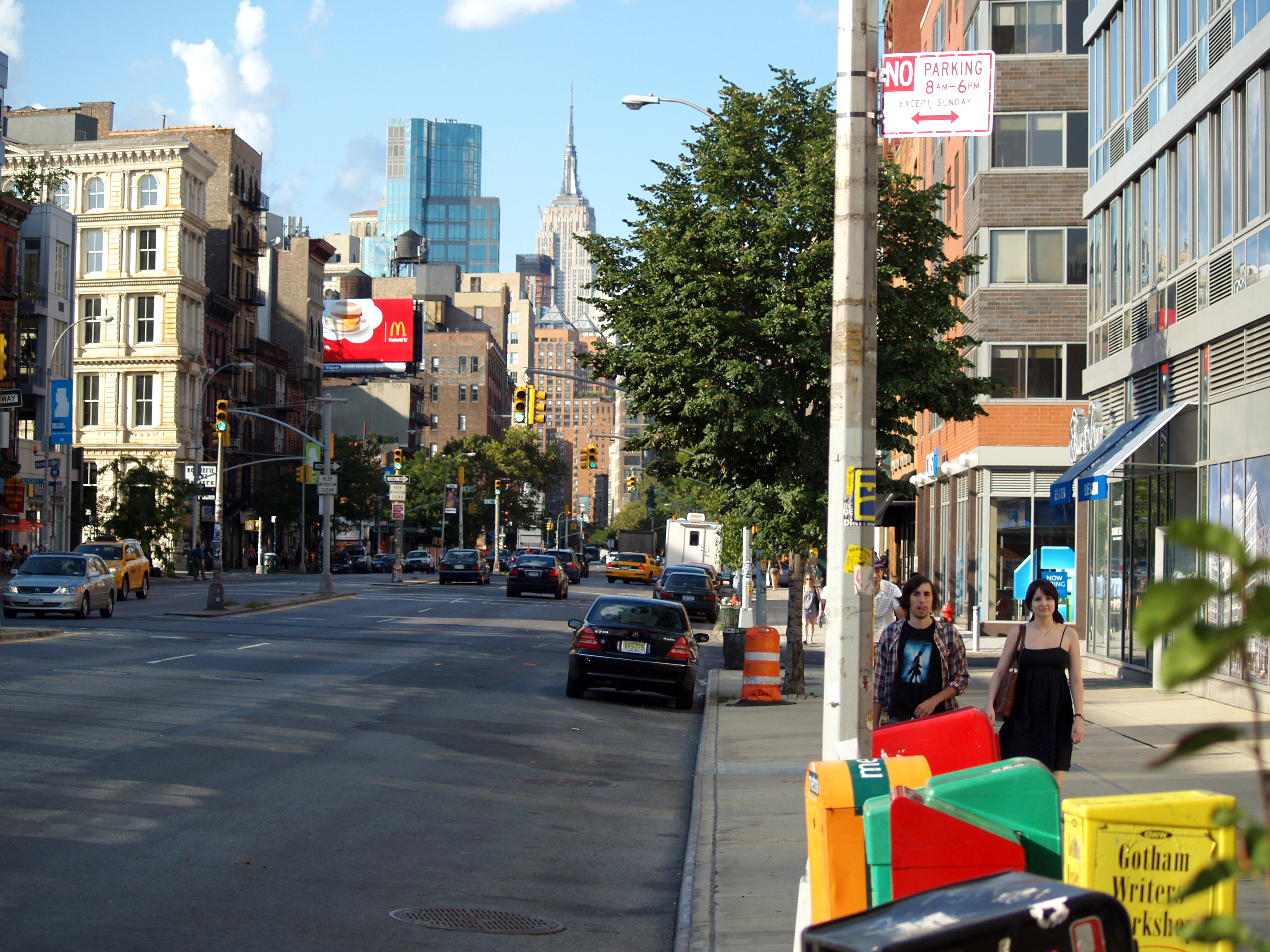
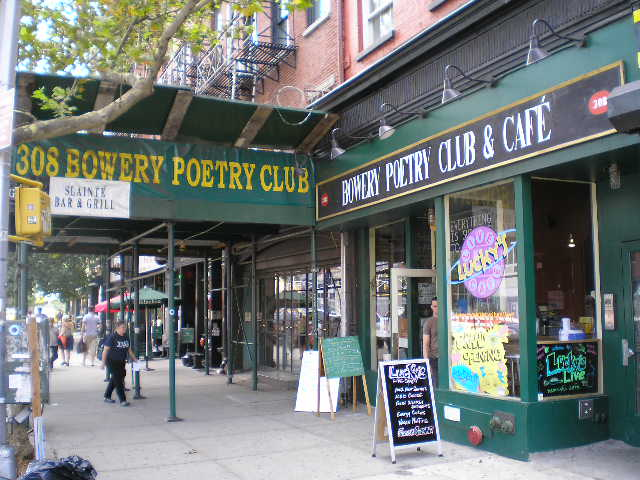